# Copa del Món de ciclisme en pista de 2008-2009
La Copa del Món de ciclisme en pista de 2008-2009 va ser la 17a edició de la Copa del Món de ciclisme en pista. Es va celebrar del 31 d'octubre de 2008 al 28 de febrer de 2009 amb la disputa de cinc proves.

## Proves
| Data                | Lloc        |
| ------------------- | ----------- |
| 31-2 novembre 2008  | Manchester  |
| 20-22 novembre 2008 | Melbourne   |
| 12-14 desembre 2008 | Cali        |
| 16-18 gener 2009    | Pequín      |
| 13-15 febrer 2009   | Copenhaguen |

## Resultats

### Masculins
| Event                 | Guanyador                                                                    | Segon                                                                                           | Tercer                                                                                       |
| Manchester            | Manchester                                                                   | Manchester                                                                                      | Manchester                                                                                   |
| --------------------- | ---------------------------------------------------------------------------- | ----------------------------------------------------------------------------------------------- | -------------------------------------------------------------------------------------------- |
| Keirin                | François Pervis (FRA)                                                        | Jason Kenny (GBR)                                                                               | Teun Mulder (NED)                                                                            |
| Quilòmetre            | David Daniell (GBR)                                                          | Yevgen Bolirukh (UKR)                                                                           | Kamil Kuczyński (POL)                                                                        |
| Velocitat             | Jason Kenny (GBR)                                                            | Shane Perkins (AUS)                                                                             | Matthew Crampton (GBR)                                                                       |
| Velocitat per equips  | Team Sky + Hd · Ross Edgar · Jason Kenny · Jamie Staff                       | Polònia · Łukasz Kwiatkowski · Maciej Bielecki · Kamil Kuczyński                                | Alemanya · Mathias Stumpf · Sebastian Doehrer · René Enders                                  |
| Persecució            | Edward Clancy (GBR)                                                          | Vitaliy Shchedov (UKR)                                                                          | Valeri Kaikov (RUS)                                                                          |
| Persecució per equips | Regne Unit · Edward Clancy · Steven Burke · Geraint Thomas · Robert Hayles   | Dinamarca · Michael Færk Christensen · Casper Jørgensen · Daniel Kreutzfeldt · Jens-Erik Madsen | Països Baixos · Ismaël Kip · Peter Schep · Wim Stroetinga · Arno van der Zwet                |
| Puntuació             | Chris Newton (GBR)                                                           | Eloy Teruel (ESP)                                                                               | Iljo Keisse (BEL)                                                                            |
| Scratch               | Wim Stroetinga (NED)                                                         | Tim Mertens (BEL)                                                                               | Martin Bláha (CZE)                                                                           |
| Madison               | Alemanya · Roger Kluge · Olaf Pollack                                        | Bèlgica · Iljo Keisse · Kenny De Ketele                                                         | Rússia · Sergey Kolesnikov · Ivan Kovaliov                                                   |
| Melbourne             |                                                                              |                                                                                                 |                                                                                              |
| Keirin                | Azizulhasni Awang (MAS)                                                      | Andriy Vynokourov (UKR)                                                                         | François Pervis (FRA)                                                                        |
| Quilòmetre            | Michaël D'Almeida (FRA)                                                      | Scott Sunderland (AUS)                                                                          | Hao Li Wen (CHN)                                                                             |
| Velocitat             | Shane Perkins (AUS)                                                          | Michaël D'Almeida (FRA)                                                                         | Jason Niblett (AUS)                                                                          |
| Velocitat per equips  | Team Toshiba · Scott Sunderland · Jason Niblett · Daniel Ellis               | Japó · Kazuya Narita · Yudai Nitta · Kazunari Watanabe                                          | Ucraïna · Yevgen Bolirukh · Yuriy Tsyupyk · Andriy Vynokurov                                 |
| Persecució            | Jack Bobridge (AUS)                                                          | Aleksei Màrkov (RUS)                                                                            | Vitaliy Shchedov (UKR)                                                                       |
| Persecució per equips | Austràlia · Rohan Dennis · Luke Durbridge · Jack Bobridge · Mark Jamieson    | Espanya · Eloy Teruel · Toni Tauler · David Muntaner · Unai Elorriaga                           | Ucraïna · Roman Kononenko · Sergiy Lagkuti · Lyubomyr Polatayko · Vitaliy Shchedov           |
| Puntuació             | Glenn O'Shea (AUS)                                                           | Joon Yong Seo (KOR)                                                                             | Eloy Teruel (ESP)                                                                            |
| Scratch               | Kwok Ho Ting (HKG)                                                           | Leigh Howard (AUS)                                                                              | Jason Christie (NZL)                                                                         |
| Madison               | Espanya · Unai Elorriaga · David Muntaner                                    | Austràlia · Cameron Meyer · Christopher Sutton                                                  | Alemanya · Henning Bommel · Fabian Schaar                                                    |
| Cali                  |                                                                              |                                                                                                 |                                                                                              |
| Keirin                | Leonardo Narváez (COL)                                                       | Jason Niblett (AUS)                                                                             | Barry Forde (BAR)                                                                            |
| Quilòmetre            | Stefan Nimke (GER)                                                           | Yevgen Bolirukh (UKR)                                                                           | Hao Li Wen (CHN)                                                                             |
| Velocitat             | Kévin Sireau (FRA)                                                           | Stefan Nimke (GER)                                                                              | Mickaël Bourgain (FRA)                                                                       |
| Velocitat per equips  | Alemanya · Carsten Bergemann · Robert Förstemann · Stefan Nimke              | Team Toshiba · Scott Sunderland · Jason Niblett · Daniel Ellis                                  | Cofidis · Mickaël Bourgain · Kévin Sireau · Didier Henriette                                 |
| Persecució            | Sergi Escobar (ESP)                                                          | Valeri Kaikov (RUS)                                                                             | Arles Castro (COL)                                                                           |
| Persecució per equips | Rússia · Artur Ierxov · Valeri Kaikov · Leonid Krasnov · Vladimir Shchekunov | Espanya · Sergi Escobar · Asier Maeztu · Antonio Miguel Parra · Carles Torrent                  | Colòmbia · Juan Esteban Arango · Arles Castro · Edwin Ávila · Alexander González             |
| Puntuació             | Leonardo Duque (COL)                                                         | Peter Kennaugh (GBR)                                                                            | Carlos Torrent (ESP)                                                                         |
| Scratch               | Zachary Bell (CAN)                                                           | Tim Mertens (BEL)                                                                               | Carlos Torrent (ESP)                                                                         |
| Madison               | Bèlgica · Ingmar De Poortere · Tim Mertens                                   | Colòmbia · Juan Esteban Arango · Carlos Urán                                                    | Rússia · Artur Ierxov · Valeri Kaikov                                                        |
| Pequín                |                                                                              |                                                                                                 |                                                                                              |
| Keirin                | Azizulhasni Awang (MAS)                                                      | Grégory Baugé (FRA)                                                                             | Teun Mulder (NED)                                                                            |
| Quilòmetre            | Mohd Rizal Tisin (MAS)                                                       | François Pervis (FRA)                                                                           | Kamil Kuczyński (POL)                                                                        |
| Velocitat             | Grégory Baugé (FRA)                                                          | Zhang Lei (CHN)                                                                                 | Shane Perkins (AUS)                                                                          |
| Velocitat per equips  | Cofidis · Mickaël Bourgain · Kévin Sireau · François Pervis                  | França · Grégory Baugé · Thierry Jollet · Michaël D'Almeida                                     | Alemanya · Sebastian Doehrer · Maximilian Levy · Mathias Stumpf                              |
| Persecució            | Jesse Sergent (NZL)                                                          | Vitaliy Shchedov (UKR)                                                                          | David O'Loughlin (IRL)                                                                       |
| Persecució per equips | Team Toshiva · Leigh Howard · Glenn O'Shea · Rohan Dennis · Mark Jamieson    | Nova Zelanda · Sam Bewley · Peter Latham · Marc Ryan · Jesse Sergent                            | Lokomotiv · Artur Ierxov · Valeri Kaikov · Leonid Krasnov · Vladimir Shchekunov              |
| Puntuació             | Chris Newton (GBR)                                                           | Zachary Bell (CAN)                                                                              | Rafał Ratajczyk (POL)                                                                        |
| Scratch               | Hayden Godfrey (NZL)                                                         | Chris Newton (GBR)                                                                              | Rafał Ratajczyk (POL)                                                                        |
| Madison               | Team Toshiva · Glenn O'Shea · Leigh Howard                                   | Regne Unit · Peter Kennaugh · Robert Hayles                                                     | Alemanya · Roger Kluge · Ralf Matzka                                                         |
| Copenhaguen           |                                                                              |                                                                                                 |                                                                                              |
| Keirin                | Kévin Sireau (FRA)                                                           | Hodei Mazquiaran (ESP)                                                                          | Andriy Vynokourov (UKR)                                                                      |
| Quilòmetre            | Taylor Phinney (USA)                                                         | Michaël D'Almeida (FRA)                                                                         | Quentin Lafargue (FRA)                                                                       |
| Velocitat             | Grégory Baugé (FRA)                                                          | Mickaël Bourgain (FRA)                                                                          | Kévin Sireau (FRA)                                                                           |
| Velocitat per equips  | Team Sky + Hd · Chris Hoy · Jamie Staff · Jason Kenny                        | Cofidis · Mickaël Bourgain · Kévin Sireau · François Pervis                                     | US Creteil · Grégory Baugé · Thierry Jollet · Michaël D'Almeida                              |
| Persecució            | Taylor Phinney (USA)                                                         | David O'Loughlin (IRL)                                                                          | Aleksei Màrkov (RUS)                                                                         |
| Persecució per equips | Regne Unit · Edward Clancy · Steven Burke · Chris Newton · Peter Kennaugh    | Espanya · Sergi Escobar · Eloy Teruel · David Muntaner · Unai Elorriaga                         | Dinamarca · Michael Færk Christensen · Niki Byrgesen · Daniel Kreutzfeldt · Jens-Erik Madsen |
| Puntuació             | Wong Kam Po (HKG)                                                            | Marcel Barth (GER)                                                                              | Milan Kadlec (CZE)                                                                           |
| Scratch               | Kazuhiro Mori (JPN)                                                          | Franco Marvulli (SUI)                                                                           | Daniel Holloway (USA)                                                                        |
| Madison               | Alemanya · Marcel Barth · Robert Bartko                                      | Itàlia · Elia Viviani · Angelo Ciccone                                                          | Països Baixos · Peter Schep · Pim Ligthart                                                   |

### Femenins
| Event                 | Guanyadora                                                             | Segona                                                           | Tercera                                                            |
| Manchester            | Manchester                                                             | Manchester                                                       | Manchester                                                         |
| --------------------- | ---------------------------------------------------------------------- | ---------------------------------------------------------------- | ------------------------------------------------------------------ |
| Keirin                | Victoria Pendleton (GBR)                                               | Diana García (COL)                                               | Gong Jinjie (CHN)                                                  |
| 500 m. contrarellotge | Victoria Pendleton (GBR)                                               | Gong Jinjie (CHN)                                                | Miriam Welte (GER)                                                 |
| Velocitat             | Victoria Pendleton (GBR)                                               | Zheng Lulu (CHN)                                                 | Lyubov Shulika (UKR)                                               |
| Velocitat per equips  | Regne Unit · Anna Blyth · Jessica Varnish                              | Alemanya · Christin Muche · Miriam Welte                         | Rússia · Victoria Baranova · Svetlana Grankovskaya                 |
| Persecució            | Wendy Houvenaghel (GBR)                                                | Tara Whitten (CAN)                                               | Joanna Rowsell (GBR)                                               |
| Persecució per equips | Team 100% Me · Elizabeth Armitstead · Katie Colclough · Joanna Rowsell | Alemanya · Charlotte Becker · Christina Becker · Lisa Brennauer  | Ucraïna · Svitlana Haliuk · Léssia Kalitovska · Lyubov Shulika     |
| Puntuació             | Elizabeth Armitstead (GBR)                                             | Lucy Martin (GBR)                                                | Katie Colclough (GBR)                                              |
| Scratch               | Elizabeth Armitstead (GBR)                                             | Tara Whitten (CAN)                                               | Alexandra Greenfield (GBR)                                         |
| Melbourne             |                                                                        |                                                                  |                                                                    |
| Keirin                | Willy Kanis (NED)                                                      | Elisa Frisoni (ITA)                                              | Christin Muche (GER)                                               |
| 500 m. contrarellotge | Willy Kanis (NED)                                                      | Gong Jinjie (CHN)                                                | Kaarle McCulloch (AUS)                                             |
| Velocitat             | Lyubov Shulika (UKR)                                                   | Christin Muche (GER)                                             | Kerrie Meares (AUS)                                                |
| Velocitat per equips  | Països Baixos · Yvonne Hijgenaar · Willy Kanis                         | Austràlia · Emily Rosemond · Kerrie Meares                       | Corea del Sud · Jin Gu Hyon · Won Gyeong Kim                       |
| Persecució            | Joanna Rowsell (GBR)                                                   | Josephine Tomic (AUS)                                            | Lada Kozlíková (CZE)                                               |
| Persecució per equips | Regne Unit · Elizabeth Armitstead · Katie Colclough · Joanna Rowsell   | Austràlia · Ashlee Ankudinoff · Sarah Kent · Josephine Tomic     | Ucraïna · Svitlana Haliuk · Léssia Kalitovska · Lyubov Shulika     |
| Puntuació             | Ievguénia Romaniuta (RUS)                                              | Leire Olaberría (ESP)                                            | Belinda Goss (AUS)                                                 |
| Scratch               | Elizabeth Armitstead (GBR)                                             | Annalisa Cucinotta (ITA)                                         | Ievguénia Romaniuta (RUS)                                          |
| Cali                  |                                                                        |                                                                  |                                                                    |
| Keirin                | Simona Krupeckaitė (LTU)                                               | Clara Sanchez (FRA)                                              | Lisandra Guerra (CUB)                                              |
| 500 m. contrarellotge | Simona Krupeckaitė (LTU)                                               | Lisandra Guerra (CUB)                                            | Sandie Clair (FRA)                                                 |
| Velocitat             | Simona Krupeckaitė (LTU)                                               | Clara Sanchez (FRA)                                              | Lisandra Guerra (CUB)                                              |
| Velocitat per equips  | França · Sandie Clair · Clara Sanchez                                  | Alemanya · Kristina Vogel · Miriam Welte                         | Lituània · Simona Krupeckaitė · Gintarė Gaivenytė                  |
| Persecució            | Vilija Sereikaitė (LTU)                                                | María Luisa Calle (COL)                                          | Tara Whitten (CAN)                                                 |
| Persecució per equips | Cuba · Dalila Rodríguez · Yudelmis Domínguez · Yumari González         | Colòmbia · Elizabeth Agudelo · Andrea Botero · María Luisa Calle | Itàlia · Giorgia Bronzini · Annalisa Cucinotta · Marta Tagliaferro |
| Puntuació             | Giorgia Bronzini (ITA)                                                 | Yumari González (CUB)                                            | Tara Whitten (CAN)                                                 |
| Scratch               | Annalisa Cucinotta (ITA)                                               | Yumari González (CUB)                                            | Gema Pascual (ESP)                                                 |
| Pequín                |                                                                        |                                                                  |                                                                    |
| Keirin                | Simona Krupeckaitė (LTU)                                               | Guo Shuang (CHN)                                                 | Willy Kanis (NED)                                                  |
| 500 m. contrarellotge | Simona Krupeckaitė (LTU)                                               | Gong Jinjie (CHN)                                                | Xu Yulei (CHN)                                                     |
| Velocitat             | Simona Krupeckaitė (LTU)                                               | Lyubov Shulika (UKR)                                             | Willy Kanis (NED)                                                  |
| Velocitat per equips  | Països Baixos · Yvonne Hijgenaar · Willy Kanis                         | Lituània · Simona Krupeckaitė · Gintarė Gaivenytė                | Xina · Gong Jinjie · Zheng Lulu                                    |
| Persecució            | Alison Shanks (NZL)                                                    | Vilija Sereikaitė (LTU)                                          | Svitlana Haliuk (UKR)                                              |
| Persecució per equips | Nova Zelanda · Lauren Ellis · Kaytee Boyd · Alison Shanks              | Xina · Jiang Fan · Sun Feiyan · Wang Cui                         | Rússia · Ievguénia Romaniuta · Olga Sliússareva · Elena Tchalykh   |
| Puntuació             | Jarmila Machačová (CZE)                                                | Wang Cui (CHN)                                                   | Giorgia Bronzini (ITA)                                             |
| Scratch               | Ievguénia Romaniuta (RUS)                                              | Giorgia Bronzini (ITA)                                           | Belinda Goss (AUS)                                                 |
| Copenhaguen           |                                                                        |                                                                  |                                                                    |
| Keirin                | Clara Sanchez (FRA)                                                    | Elisa Frisoni (ITA)                                              | Guo Shuang (CHN)                                                   |
| 500 m. contrarellotge | Lisandra Guerra (CUB)                                                  | Sandie Clair (FRA)                                               | Willy Kanis (NED)                                                  |
| Velocitat             | Victoria Pendleton (GBR)                                               | Clara Sanchez (FRA)                                              | Lyubov Shulika (UKR)                                               |
| Velocitat per equips  | Team Toshiba · Kaarle McCulloch · Anna Meares                          | Alemanya · Kristina Vogel · Miriam Welte                         | Xina · Guo Shuang · Zheng Lulu                                     |
| Persecució            | Eleonora van Dijk (NED)                                                | Tara Whitten (CAN)                                               | Joanna Rowsell (GBR)                                               |
| Persecució per equips | Team 100% Me · Elizabeth Armitstead · Katie Colclough · Joanna Rowsell | Països Baixos · Vera Koedooder · Eleonora van Dijk · Amy Pieters | Alemanya · Verena Jooß · Christina Becker · Lisa Brennauer         |
| Puntuació             | Eleonora van Dijk (NED)                                                | Katie Colclough (GBR)                                            | Shelley Olds (USA)                                                 |
| Scratch               | Elizabeth Armitstead (GBR)                                             | Vera Koedooder (NED)                                             | Andrea Wolfer (SUI)                                                |

## Classificacions

### Països
| Rang | País/Equip      | Manchester | Melbourne | Cali | Pequín | Copenhaguen | Total |
| ---- | --------------- | ---------- | --------- | ---- | ------ | ----------- | ----- |
| 1    | Alemanya        | 92         | 56        | 62   | 52     | 74          | 336   |
| 2    | Països Baixos   | 41         | 60        | 17   | 72     | 99          | 289   |
| 3    | Regne Unit      | 133        | 36        | 15   | 32     | 57          | 273   |
| 4    | França          | 24         | 25        | 65   | 64     | 71          | 249   |
| 5    | Espanya         | 49         | 66        | 78   | 17     | 31          | 241   |
| 6    | R.P. de la Xina | 41         | 38        | 23   | 108    | 31          | 241   |
| 7    | Team Toshiba    | 12         | 98        | 38   | 29     | 35          | 212   |
| 8    | Rússia          | 45         | 55        | 51   | 37     | 11          | 199   |
| 9    | Ucraïna         | 51         | 67        | 22   | 30     | 24          | 194   |
| 10   | Cofidis         | 25         | 26        | 51   | 26     | 44          | 172   |

### Masculins
| Pos. | Ciclista          | Man | Mel | Cal | Peq | Cop | Pts |
| 1.   | Azizulhasni Awang | -   | 12  | -   | 12  | -   | 24  |
| 2.   | Andriy Vynokurov  | 3   | 10  | -   | -   | 8   | 21  |
| 3.   | François Pervis   | 12  | 8   | -   | -   | -   | 20  |
| 4.   | Kévin Sireau      | -   | -   | 4   | -   | 12  | 16  |
| 5.   | Grégory Baugé     | -   | -   | -   | 10  | 6   | 16  |

| Pos. | Ciclista          | Man | Mel | Cal | Peq | Cop | Pts |
| 1.   | Yevgen Bolirukh   | 10  | 7   | 10  | -   | 6   | 33  |
| 2.   | Hao Li Wen        | 7   | 8   | 8   | 7   | -   | 30  |
| 3.   | Kamil Kuczyński   | 8   | -   | -   | 8   | 7   | 23  |
| 4.   | Michaël D'Almeida | -   | 12  | -   | -   | 10  | 22  |
| 5.   | David Daniell     | 12  | -   | -   | -   | 3   | 15  |

| Pos. | Ciclista          | Man | Mel | Cal | Peq | Cop | Pts |
| 1.   | Shane Perkins     | 10  | 12  | -   | 8   | -   | 30  |
| 2.   | Grégory Baugé     | -   | -   | -   | 12  | 12  | 24  |
| 3.   | Michaël D'Almeida | 7   | 10  | -   | 7   | -   | 24  |
| 4.   | Kévin Sireau      | -   | -   | 12  | 3   | 8   | 23  |
| 5.   | Jason Kenny       | 12  | -   | -   | -   | 7   | 19  |

| Pos. | Ciclista         | Man | Mel | Cal | Peq | Cop | Pts |
| 1.   | Valeri Kaikov    | 8   | -   | 10  | 6   | 7   | 31  |
| 2.   | Vitaliy Shchedov | 10  | 8   | -   | 10  | -   | 28  |
| 3.   | Edward Clancy    | 12  | -   | -   | -   | 6   | 18  |
| 4.   | David O'Loughlin | -   | -   | -   | 8   | 10  | 18  |
| -.   | Aleksei Màrkov   | -   | 10  | -   | -   | 8   | 18  |

| Pos. | Equip         | Man | Mel | Cal | Peq | Cop | Pts |
| 1.   | Cofidis       | 4   | 6   | 8   | 12  | 10  | 40  |
| 2.   | Alemanya      | 8   | -   | 12  | 8   | -   | 28  |
| 3.   | Team Sky + HD | 12  | -   | -   | -   | 12  | 24  |
| 4.   | Toshiba       | -   | 12  | 10  | -   | -   | 22  |
| 5.   | Polònia       | 10  | -   | -   | 5   | 5   | 20  |

| Pos. | Equip      | Man | Mel | Cal | Peq | Cop | Pts |
| 1.   | Espanya    | 4   | 10  | 10  | -   | 10  | 34  |
| 2.   | Regne Unit | 12  | -   | -   | -   | 12  | 24  |
| 3.   | Dinamarca  | 10  | -   | -   | 6   | 8   | 24  |
| 4.   | Lokomotiv  | 7   | -   | -   | 8   | 7   | 22  |
| 5.   | Alemanya   | 5   | 6   | -   | 7   | 1   | 19  |

| Pos. | Ciclista        | Man | Mel | Cal | Peq | Cop | Pts |
| 1.   | Tim Mertens     | 10  | -   | 10  | -   | -   | 20  |
| 2.   | Rafał Ratajczyk | -   | 7   | -   | 8   | 5   | 20  |
| 3.   | Kazuhiro Mori   | -   | 3   | -   | 3   | 12  | 18  |
| 4.   | Zach Bell       | -   | -   | 12  | 4   | -   | 16  |
| 5.   | Leigh Howard    | -   | 10  | -   | -   | 6   | 16  |

| Pos. | Ciclista     | Man | Mel | Cal | Peq | Cop | Pts |
| 1.   | Alemanya     | 12  | 8   | -   | 8   | 12  | 40  |
| 2.   | Espanya      | 1   | 12  | 7   | 7   | 3   | 30  |
| 3.   | Bèlgica      | 10  | -   | 12  | -   | 7   | 29  |
| 4.   | Team Toshiba | 6   | 7   | -   | 12  | 4   | 29  |
| 5.   | Regne Unit   | 5   | -   | 5   | 10  | -   | 20  |

#### Puntuació
| Pos. | Ciclista     | Man | Mel | Cal | Peq | Cop | Pts |
| 1.   | Chris Newton | 12  | -   | -   | 12  | 3   | 27  |
| 2.   | Glenn O'Shea | 6   | 12  | -   | -   | -   | 18  |
| 3.   | Eloy Teruel  | 10  | 8   | -   | -   | -   | 18  |
| 4.   | Zach Bell    | -   | -   | 7   | 10  | -   | 17  |
| 5.   | Wong Kam Po  | -   | -   | -   | 4   | 12  | 16  |

### Femenins
| Pos. | Ciclista           | Man | Mel | Cal | Peq | Cop | Pts |
| 1.   | Willy Kanis        | -   | 12  | -   | 8   | 7   | 27  |
| 2.   | Simona Krupeckaitė | -   | -   | 12  | 12  | -   | 24  |
| 3.   | Elisa Frisoni      | -   | 10  | -   | 3   | 10  | 23  |
| 4.   | Clara Sanchez      | -   | -   | 10  | -   | 12  | 22  |
| 5.   | Guo Shuang         | -   | -   | -   | 10  | 8   | 18  |

| Pos. | Ciclista           | Man | Mel | Cal | Peq | Cop | Pts |
| 1.   | Gong Jinjie        | 10  | 10  | -   | 10  | -   | 30  |
| 2.   | Simona Krupeckaitė | -   | -   | 12  | 12  | -   | 24  |
| 3.   | Lisandra Guerra    | -   | -   | 10  | -   | 12  | 22  |
| 4.   | Willy Kanis        | -   | 12  | -   | -   | 8   | 20  |
| 5.   | Victoria Pendleton | 12  | -   | -   | -   | 6   | 18  |

| Pos. | Ciclista           | Man | Mel | Cal | Peq | Cop | Pts |
| 1.   | Lyubov Shulika     | 8   | 12  | -   | 10  | 8   | 38  |
| 2.   | Zheng Lulu         | 10  | -   | 7   | 6   | 4   | 27  |
| 3.   | Simona Krupeckaitė | -   | -   | 12  | 12  | -   | 24  |
| -.   | Victoria Pendleton | 12  | -   | -   | -   | 12  | 24  |
| 5.   | Willy Kanis        | -   | 6   | -   | 8   | 7   | 21  |

| Pos. | Ciclista          | Man | Mel | Cal | Peq | Cop | Pts |
| 1.   | Joanna Rowsell    | 8   | 12  | -   | -   | 8   | 28  |
| 2.   | Tara Whitten      | 10  | -   | 8   | -   | 10  | 28  |
| 3.   | Vilija Sereikaitė | -   | -   | 12  | 10  | -   | 22  |
| 4.   | Eleonora van Dijk | 7   | -   | -   | -   | 12  | 19  |
| 5.   | Josephine Tomic   | 10  | -   | -   | 6   | -   | 16  |

| Pos. | Equip         | Man | Mel | Cal | Peq | Cop | Pts |
| 1.   | Alemanya      | 10  | -   | 10  | -   | 10  | 30  |
| 2.   | Polònia       | 7   | -   | 7   | 5   | 6   | 25  |
| 3.   | Països Baixos | -   | 12  | -   | 12  | -   | 24  |
| 4.   | França        | -   | -   | 12  | 7   | -   | 19  |
| -.   | Regne Unit    | 12  | -   | -   | -   | 7   | 19  |

| Pos. | Equip        | Man | Mel | Cal | Peq | Cop | Pts |
| 1.   | Team 100% Me | 12  | -   | -   | -   | 12  | 24  |
| 2.   | Alemanya     | 10  | -   | -   | 6   | 8   | 24  |
| 3.   | Nova Zelanda | -   | 5   | -   | 12  | -   | 17  |
| -.   | Cuba         | -   | -   | 12  | -   | 5   | 17  |
| 5.   | Ucraïna      | 8   | 8   | -   | -   | -   | 16  |

| Pos. | Ciclista             | Man | Mel | Cal | Peq | Cop | Pts |
| 1.   | Elizabeth Armitstead | 12  | 12  | -   | -   | 12  | 36  |
| 2.   | Ievguénia Romaniuta  | 4   | 8   | -   | 12  | -   | 24  |
| 3.   | Annalisa Cucinotta   | -   | 10  | 12  | -   | -   | 22  |
| 4.   | Leire Olaberría      | 7   | 7   | -   | -   | 5   | 19  |
| 5.   | Jarmila Machačová    | 2   | -   | -   | 6   | 7   | 15  |

| Pos. | Ciclista             | Man | Mel | Cal | Peq | Cop | Pts |
| 1.   | Giorgia Bronzini     | -   | -   | 12  | 8   | 5   | 25  |
| 2.   | Jarmila Machačová    | 6   | -   | -   | 12  | -   | 18  |
| 3.   | Katie Colclough      | 8   | -   | -   | -   | 10  | 18  |
| 4.   | Leire Olaberría      | 7   | 10  | -   | -   | -   | 17  |
| 5.   | Elizabeth Armitstead | 12  | -   | -   | -   | 4   | 16  |